# Maciej Malinowski
Maciej Malinowski – językoznawca polski specjalizujący się w ortografii, dziennikarz prasowy i popularyzator nauki.
W 1990 roku wygrał konkurs Ogólnopolskie Dyktando, otrzymując tytuł „Mistrza Polskiej Ortografii”.
17 stycznia 2012 uzyskał stopień doktora nauk humanistycznych, specjalność: ortografia (Wydział Filologiczny Uniwersytetu Śląskiego w Katowicach, rozprawa pt. Ortografia polska od II połowy XVIII wieku do współczesności. Kodyfikacja. Reformy. Recepcja). 23 października 2019 uzyskał stopień doktora habilitowanego w dziedzinie nauk humanistycznych, specjalność: językoznawstwo polskie (Uniwersytet Pedagogiczny im. KEN w Krakowie, cykl monografii Juryslingwistyka i inne problemy normatywne współczesnej polszczyzny).
W latach 2002–2019 był jednym z ekspertów Poradni Językowej PWN. Od 2014 roku był kierownikiem kursów dziennikarskich w Instytucie Filologii Polskiej UKEN. Od 1 października 2020 do 28 września 2021 był zatrudniony na stanowisku profesora uczelni w Instytucie Filologii Polskiej UKEN. Do końca roku akademickiego 2020/2021 wykładał też na Wydziale Nauk Społecznych Uniwersytetu Papieskiego JPII w Krakowie. 1 października 2021 został profesorem uczelni w Instytucie Pedagogicznym Państwowej Wyższej Szkoły Zawodowej w Nowym Sączu, a w następnym roku akademickim, gdy szkoła zmieniła nazwę (Akademia Nauk Stosowanych), w tamtejszym Wydziale Nauk Społecznych i Sztuki. Jest członkiem Polskiej Akademii Nauk.
Absolwent Podyplomowego Studium Dziennikarskiego Uniwersytetu Jagiellońskiego (1982). W latach 1982–2000 pracował w m.in. jako dziennikarz „Tempa”, w redakcjach „Głosu Nowej Huty” i „Czasu Krakowskiego” oraz jako redaktor naczelny miesięczników „Refleks” i „Nafta & Gaz Biznes”. W latach 1996–2020 związany był z kwartalnikiem KRSKO „Casus”. Od 2002 roku współpracuje z tygodnikiem „Angora”, gdzie redaguje dział „Obcy język polski”. Od 1 stycznia 2019 do 5 grudnia 2019 w dodatku dla dzieci i młodzieży „Angorka” ukazały się w sumie 52 teksty popularnonaukowe jego autorstwa z cyklu „Polszczyzna od ręki Pana Literki”. Od 2002 roku prowadzi autorski blog o poprawnej polszczyźnie obcyjezykpolski.pl.